# Port lotniczy Union Island
Port lotniczy Union Island – port lotniczy zlokalizowany na wyspie Union Island, należącej do archipelagu Grenadyn (karaibskie państwo Saint Vincent i Grenadyny).